# Amazing Grace
"Amazing Grace" (em português "Maravilhosa Graça", ou também conhecida como "Sublime Graça") é um hino cristão lançado em 1779, com sua letra escrita em 1772 pelo poeta inglês e clérigo anglicano John Newton (1725–1807). Newton escreveu a canção de uma experiência pessoal. Ele cresceu sem nenhuma convicção religiosa em particular, mas o caminho de sua vida foi formado por uma variedade de reviravoltas e coincidências que muitas vezes foram postas em ação pelas reações de outras pessoas ao que eles consideravam sua insubordinação recalcitrante.
Ele foi alistado a força (conscrito) para o serviço na Marinha Real Britânica. Após deixar a marinha, ele tomou parte no comércio atlântico de escravos. Em 1748, uma violenta tempestade fez seu navio bater violentamente e encalhar na costa do Condado de Donegal, na Irlanda. No meio desta tormenta, ele implorou a Deus por misericórdia. Esse momento marcou sua conversão espiritual mas ele continuou no comércio de escravos até 1754 ou 1755, quando ele encerrou completamente sua carreira no mar. Newyon começou então a estudar teologia cristã.
Ordenado na Igreja da Inglaterra em 1764, Newton se tornou um curato em Olney, no condado de Buckinghamshire, onde ele começou a compor seus hinos com o poeta William Cowper. "Amazing Grace" foi escrita para ilustrar um sermão do Ano Novo de 1773. É desconhecido se ele compôs alguma melodia junto com os versos. Sua estreia impressa foi em 1779 com Newton e Cowper nos Hinos Olney mas acabou caindo na obscuridade na Inglaterra. Nos Estados Unidos, "Amazing Grace" se tornou muito popular em congregações batistas e metodistas como parte da evangelização de seus pregadores, especialmente na região sul, durante o chamado Segundo Grande Despertar no começo do século XIX. Já foi associada a mais de vinte melodias. Em 1835, o compositor americano William Walker colocou a letra na melodia conhecida como "New Britain" em um formato de nota de forma. Esta é a versão mais popular até os dias atuais no século XXI.
Com uma mensagem de perdão e redenção sendo possíveis independente dos pecados cometidos e que a alma pode se livrar do desespero pela misericórdia de Deus, "Amazing Grace" é uma das músicas mais reconhecidas no mundo de língua inglesa. O autor Gilbert Chase escreveu que é "sem dúvida o mais famoso de todos os hinos populares." Jonathan Aitken, um biografo de Newton, estima que a canção é cantada ao menos dez milhões de vezes por ano. Tem sido uma forte influência em música tradicional e se tornou uma canção emblemática no movimento musical spiritual da comunidade afro-americana. Sua mensagem universal tem sido um fator significativo na sua passagem para a música secular. "Amazing Grace" se tornou mais popular nos Estados Unidos principalmente após o renascimento da música folk nos Estados Unidos durante a década de 1960, e tem sido regravado milhares de vezes durante a segunda metade do século XX, com versões que se tornaram populares nas paradas de sucesso musicais seculares.
Letra, nos Hinos Olney

Amazing grace! (how sweet the sound)

   That sav'd a wretch like me!

I once was lost, but now am found,

   Was blind, but now I see.

'Twas grace that taught my heart to fear,

   And grace my fears reliev'd;

How precious did that grace appear

   The hour I first believ'd!

Thro' many dangers, toils, and snares,

   I have already come;

'Tis grace hath brought me safe thus far,

   And grace will lead me home.

The Lord has promis'd good to me,

   His word my hope secures;

He will my shield and portion be

   As long as life endures.

Yes, when this flesh and heart shall fail,

   And mortal life shall cease;

I shall possess, within the veil,

   A life of joy and peace.

The earth shall soon dissolve like snow,

   The sun forbear to shine;

But God, who call'd me here below,

   Will be forever mine.

John Newton